# The Treasure of San Bosco Reef
Pour plus de détails, voir Fiche technique et Distribution.
The Treasure of San Bosco Reef est un téléfilm américain réalisé par Robert L. Friend, produit par Walt Disney Productions et diffusé en deux épisodes à la télévision les 24 novembre et 1er décembre 1968 dans l'émission Walt Disney's Wonderful World of Color sur le réseau NBC.

## Fiche technique
- Titre original : The Treasure of San Bosco Reef
- Réalisateur : Robert L. Friend
- Scénario : Maurice Tombragel
- Société de production : Walt Disney Productions

Source : Dave Smith et IMDb

## Distribution
- Antony Alda : Gus
- James Daly : Uncle Max
- Roger Mobley : Dave Jones
- Nehemiah Persoff : Captain Malcione
- Robert Sorrells : Davy Jones
- John Van Dreelen : Dr. Hans Linquist

Source : Dave Smith et IMDb

## Origine et production
Pour le rôle principal, le studio a choisi Roger Mobley, un jeune acteur ayant déjà à son actif plus de 30 émissions télévisées et une dizaine de films dont la série Gallegher (1966),. The Treasure of San Bosco Reef est sa dernière participation à une production Disney suivie par une brève apparition dans Le Retour du gang des chaussons aux pommes (1978). Le film est en partie tourné sur l'Île Santa Catalina.
Le téléfilm The Legend of Young Dick Turpin a été diffusé dans l'émission Walt Disney's Wonderful World of Color (sur NBC) en deux parties le 24 novembre 1968 et le 1er décembre 1968,,. Une adaptation en bande dessinée a été publiée en juillet 1968.